# Zona arqueológica de Malinalco
La zona arqueológica de Malinalco se ubica en el municipio de Malinalco, es la única estructura arquitectónica monolítica de grandes dimensiones en el país. La construcción de esta estructura se remonta al periodo clásico tardío, fue una templo de ritos de preparación militar de la civilización mexica.
Los orígenes no están bien documentados, pero su historia parte de grupos humanos agricultores. La ciudad fue conquistada por Axayácatl en 1476, que construyó un edificio militar. Este complejo, ahora conocido como Cerro de los Ídolos, es único en su tipo de América. Los bienes de tributos fueron transportados a lo largo de este camino en los hombros de tamemes (portadores) poblaciones subyugadas a los mexicas de Tenochtitlán.
El principal edificio del sitio arqueológico es la estructura monolítica denominada Cuauhtinchan o Casa de las águilas por figuras zoomorfas de águilas y jaguares, las cuales están talladas en su interior. El sitio fue construido alrededor de 1502 por el emperador mexica Axayácatl. Cuauhtinchan es la casa de los guerreros de jaguar. Este templo está tallada en la roca de la montaña.

## Cerro de los Ídolos

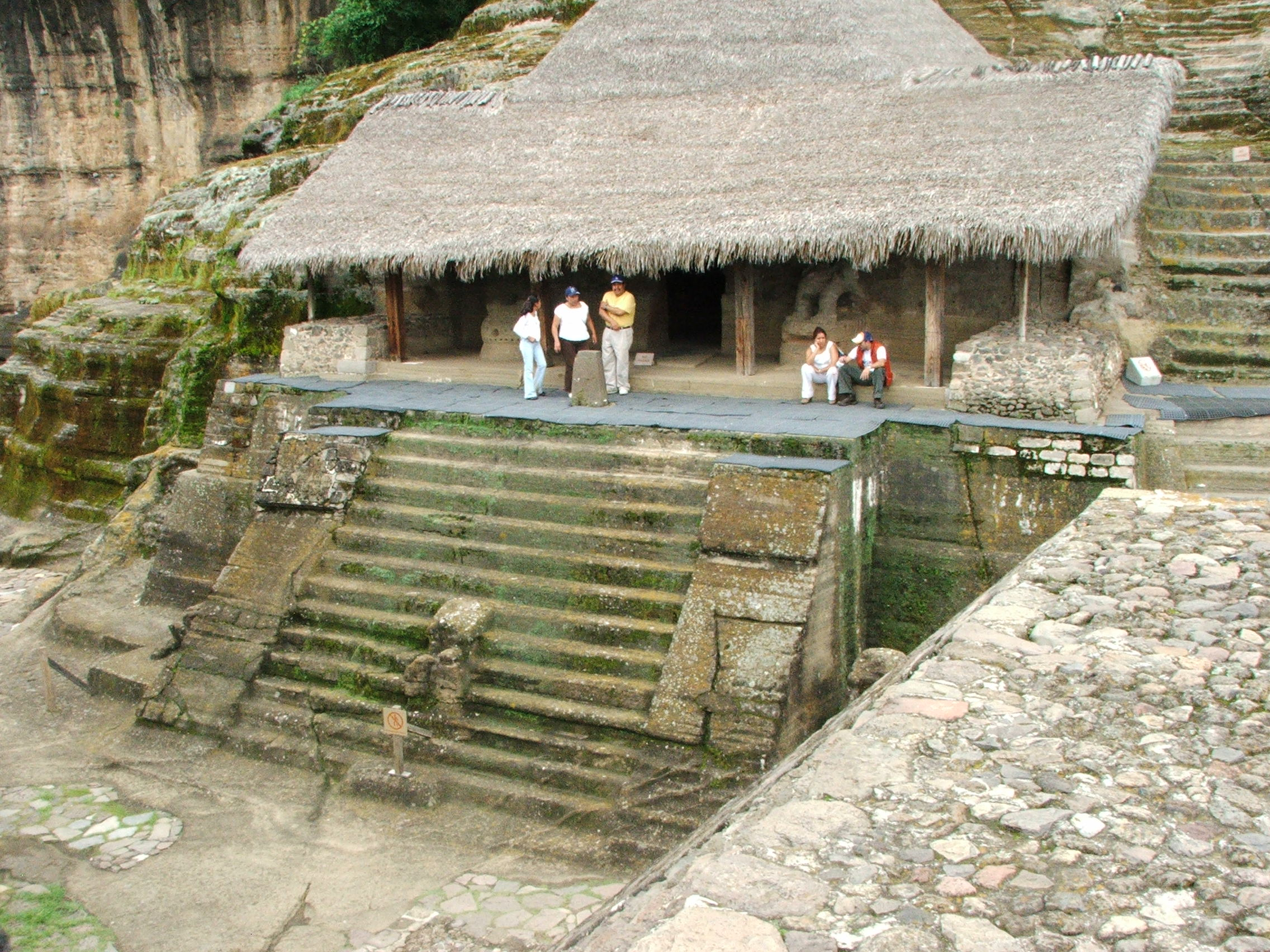
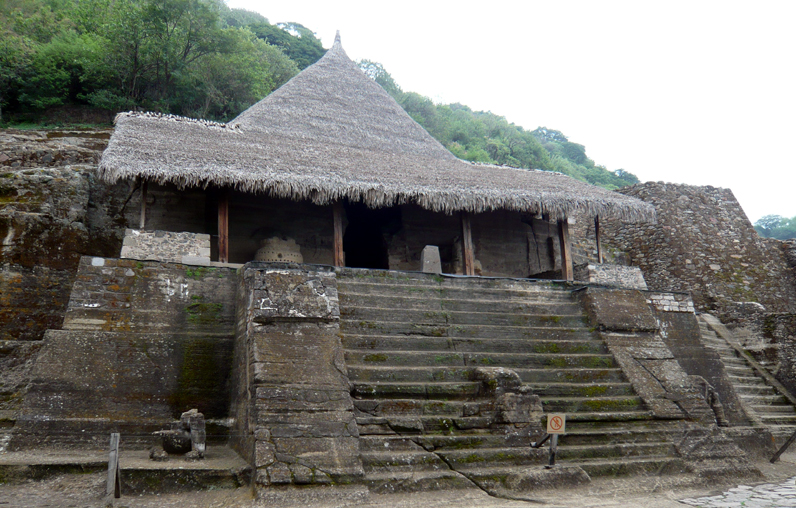
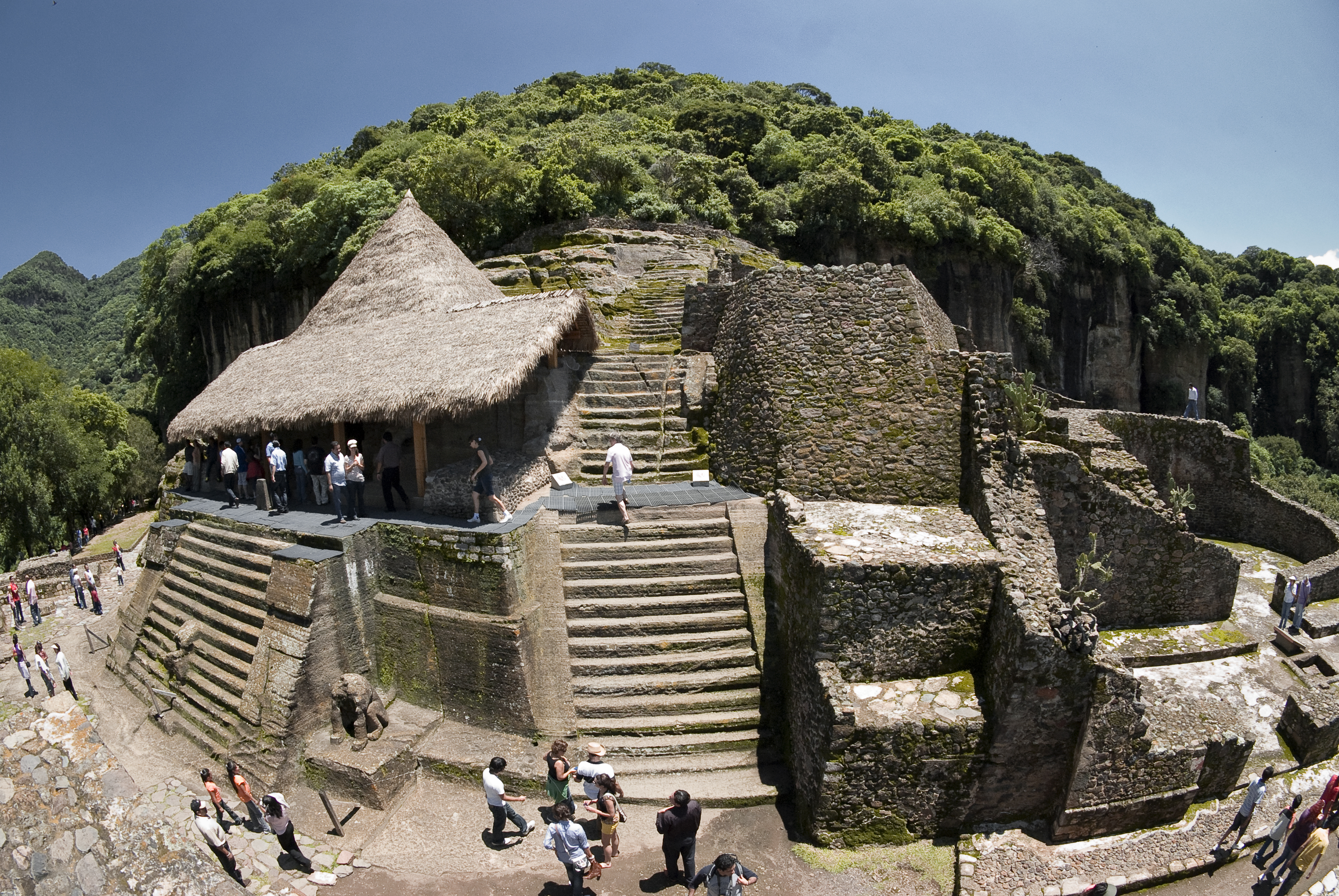
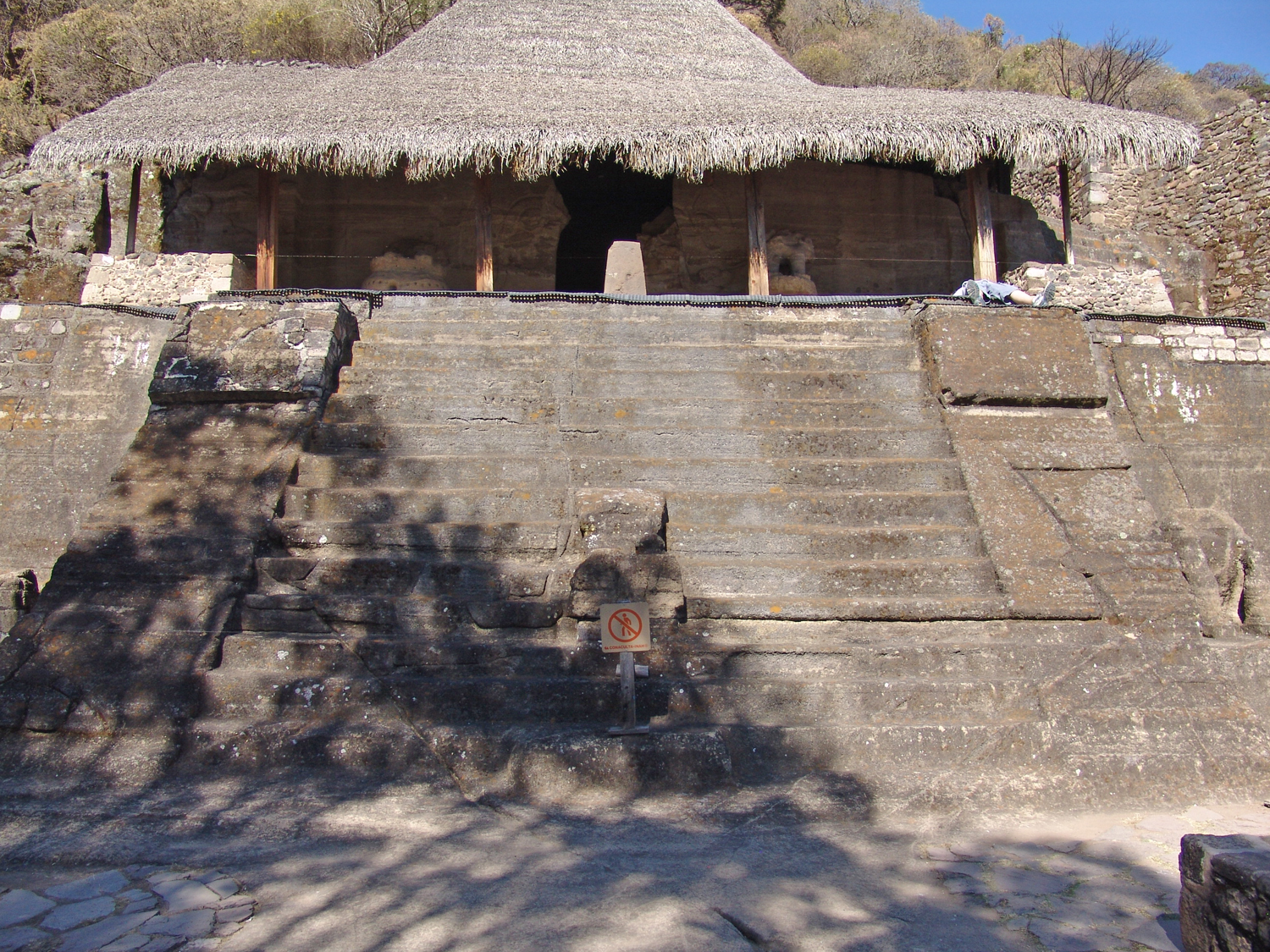
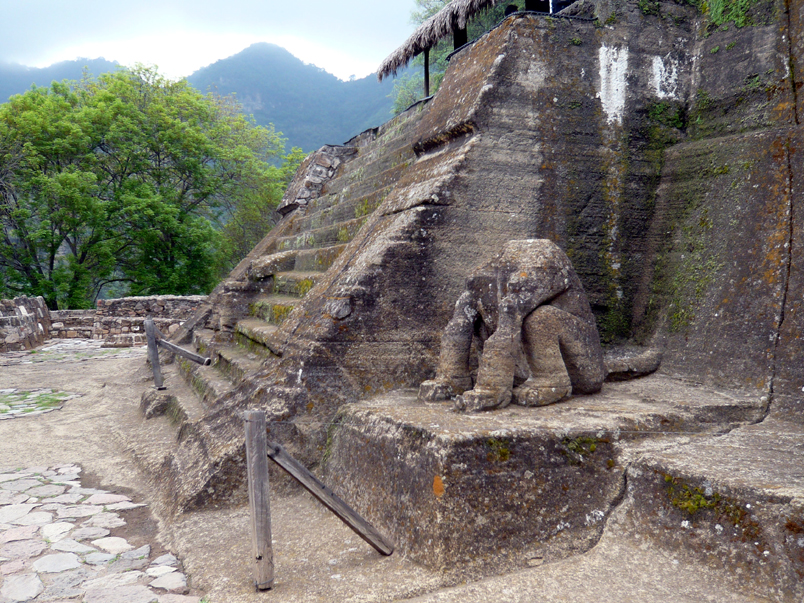
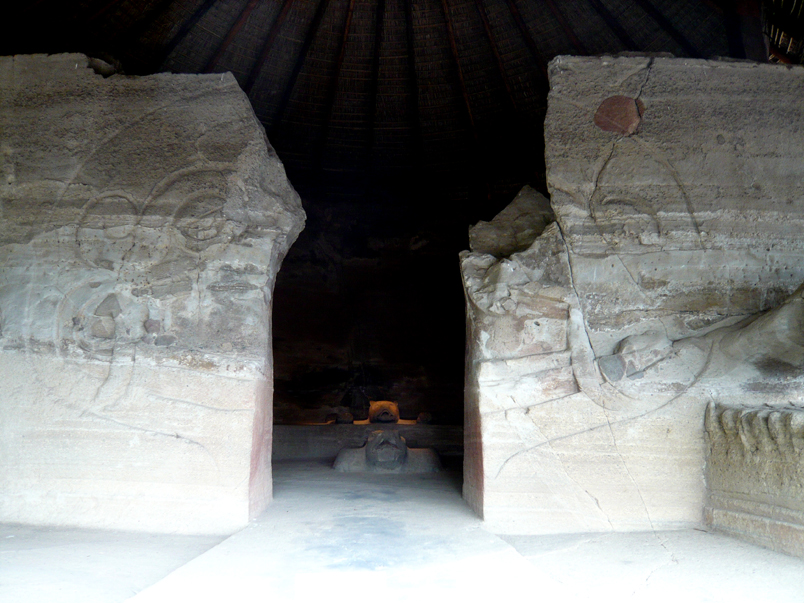